# Villa romaine de Ramla
La Villa romaine de Ramla est un site archéologique, découvert en 1911, qui a révélé une vaste villa romaine intégrant un complexe thermal. Il est situé dans la partie ouest de la baie de Ramla, sur la commune de Xaghra, sur l'île de Gozo. L'ensemble ressemble, à une échelle modeste, à un complexe de loisir pour de riches Romains en villégiatures.

## Découverte et fouilles
De nombreux tessons de poterie retrouvés dans la zone par des agriculteurs locaux attirent l'attention de Themistocles Zammit. Il fouille le site entre 1911 et 1912. La villa est ensuite fouillée jusqu'en 1915 par Thomas Ashby.

## Description du site
Dix-neuf pièces ont été mises au jour, mais il est probablement que le complexe initial en comprenait plus. L'entrée principale, par exemple, n'a pas été retrouvée.
Six pièces sont interprétées comme des lieux d'habitation. Elles sont mitoyennes, mais ne communiquent pas avec les treize autres pièces qui forment un complexe thermal.
Le complexe thermal comprend un système perfectionné de chauffage de l'eau par des flux d'air chaud. Le sol de pierre calcaire est supporté par des piliers de pierre ou de brique. Les utilisateurs suivaient un itinéraire précis. Après s'être déshabillés, ils pénétraient dans une pièce tiède (le tepidarium) puis chaude (le caldarium) où ils pouvaient prendre un bain chaud. Puis ils atteignaient la pièce froide (le frigidarium), représentée à Ramla par une pièce octogonale à l'est.
La villa était décorée de marbre veiné de différentes couleurs, le frigidarium par exemple était recouvert de marbre veiné de gris. La pièce la plus décorée était celle comprise entre les pièces chaudes et froide. Son sol était fait de bandes rectangulaires d'une pierre locale aux couleurs grises, noires, rouges entourant une zone central faite de huit dalles de brèche, peut-être d'origine africaine. Les murs étaient peints de façon à imiter le marbre. 
Des fragments de mosaïque ont été retrouvés, de même que plusieurs sculptures, en particulier un atlante, représentant un jeune satyre aux oreilles en pointe et avec une couronne de lierre. Malheureusement, ces statues ont toutes disparu, il n'en reste que quelques photographies.

## Après l'époque romaine
Le site fut réutilisé à l'époque moderne par la construction d'une redoute côtière qui fut plus tard détruite.
Après les fouilles d'Ashby, le sable a recouvert le site, permettant de protéger les vestiges restants. Rien n'en est visible aujourd'hui.